# オキセタン
オキセタン (oxetane) は、飽和の4員環で酸素をひとつ含む構造を持つ環状エーテルである。トリメチレンオキシドともいう。特有のにおいを持つ無色の液体である。分子式は C3H6O、CAS登録番号は [503-30-0]。
オキセタンの4員環構造を指して「オキセタン」「オキセタン環」と呼ぶことがある。
アルケンとカルボニル化合物に紫外光をあてると、[2+2]環化が起こりオキセタン環が生じる。これをパターノ・ビューチ反応と呼ぶ。
オキセタン環はひずみエネルギーが高いため、求核剤と反応して容易に開環する。アミンと反応した場合は 1,3-アミノアルコールを与える。

## オキセタン環を含む化合物
オキセタン環を含む天然物はあまり数多くはないが、次のようなものが知られている。オキセタン環上にアミノ基とカルボキシル基を持つオキセチン (oxetin) は、ストレプトマイセス属の細菌から単離された β-アミノ酸で、抗生物質としての作用を持つ。オキセタン環に2つのヒドロキシメチル基とアデニンが置換したオキセタノシンA (oxetanocin A) は、抗ウイルス薬として働く、巨大菌 (Bacillus megaterium) から単離された化合物である。アデニンの替わりにグアニン、チミンを持つ類縁体も合成されており、それぞれオキセタノシンG、オキセタノシンTと呼ばれる。トロンボキサンA2は血小板の凝集などにかかわる脂質である。オキセタン環が加水分解を受けるとトロンボキサンB2となる。また、テルペノイドにもオキセタン環を持つものがある。抗がん剤の一種として知られ、多くの化学者の全合成の標的化合物となったタキソールのほか、ヤグルマギク属の植物 Centaurea clementei や Centaurea canariensis に含まれるクレメンテイン (clementein)、シソ科ニガクサ属 (Teucrium) の植物に含まれるテウクロキシド (teucroxide) が知られる。

オキセチン
オキセタノシンA
トロンボキサンA2
タキソール（パクリタキセル）
クレメンテイン
テウクロキシド